# Gentiana walujewii
Gentiana walujewii är en gentianaväxtart som beskrevs av Eduard August von Regel och Schmalh.. Gentiana walujewii ingår i släktet gentianor, och familjen gentianaväxter. Inga underarter finns listade i Catalogue of Life.